# Henryk Sienkiewicz
Henryk Adam Aleksander Pius Oszyk-Sienkiewicz (Wola Okrzejska, Polónia, 5 de maio de 1846 — Vevey, Suíça, 15 de novembro de 1916) foi um escritor polaco.
Foi galardoado com o Nobel de Literatura de 1905. É considerado um dos mais brilhantes escritores da segunda metade do século XIX. Foi um dos sócios correspondentes da Academia Brasileira de Letras.
A sua obra mais conhecida é o clássico da literatura também adaptado ao cinema Quo Vadis.

## Obras selecionadas

### Romances
- Trylogia (Trilogia):
  - Ogniem i mieczem (A ferro e fogo, 1884) retrata a Revolta de Khmelnitski  no século XVII dos cossacos da Ucrânia contra a Polónia; o romance serviu de base a um filme dirigido por Jerzy Hoffman que foi estreado em 1999 com o mesmo título;[1]
  - Potop (O Dilúvio, 1886) retrata a invasão da Polónia pela Suécia no século XVII; o romance serviu de base a um filme com o mesmo título dirigido por Jerzy Hoffman e que foi estreiado em 1974;[2]
  - Pan Wołodyjowski (Senhor Wołodyjowski, 1888) retrata a luta da Polónia contra o Império Otomano que invadiu a Polónia em 1668 – 72; o romance serviu de base a um filme, Coronel Wołodyjowski dirigido por Jerzy Hoffman e que foi estreado em 1969.[3]
- Bez dogmatu (Sem dogma, 1891).
- Rodzina Połanieckich (A Família Polaniecki, 1894).
- Quo Vadis (1895):  uma história de S. Pedro em Roma no reinado do imperador Nero.
- Krzyżacy (Os Cruzados, 1900) refere-se à Batalha de Grunwald; o romance serviu de base a um filme de 1960 com o título The Knights of The Teutonic Order, dirigido por Aleksander Ford.[4]
- Na polu chwały (No campo de glória, 1906): uma historia do rei João III da Polônia e da Batalha de Viena.
- Wiry (Turbilhões, 1910).
- W pustyni i w puszczy (No deserto e na selva, 1912):  As aventuras de um rapaz polaco, Staś, e de uma rapariga inglesa, Nell, em África durante a rebelião mahdista de 1881–99.